# Монте Крісто
«Монте Крісто» — український поп-рок гурт.

## Історія
Історія групи «Монте Крісто» почалась у 1999 році у містечку Червоноград, що у Львівській області. Тоді поет та музикант Юрій Лемчук познайомився з аранжувальником Олександром Коцюбою. Вдвох вони створили групу, яку назвали на честь улюбленого персонажа Юрія — головного героя знаменитого роману Александра Дюма.
Окрім «Монте Крісто» у кожного з музикантів були й інші проєкти, бізнес, особисті справи. З часом Юрій, лідер «Монте Крісто», з головою поринув у власну справу і написання текстів для різних груп і виконавців. Серед них — Ірина Білик, Оля Горбачова, Віталій Козловський, «НеАнгели», «Авіатор» та інші. Клавішник Ярослав Смілянець почав писати музику в стилі «транс» і став за «діджейський» пульт у нічних клубах.
Друге дихання група знайшла, коли музичний продюсер «Монте Крісто» Юрій Шевченко познайомився з молодим співаком Олександром Корінним. На той час останній був зайнятий власним авторським проектом та був одним з вокалістів київської «кавер-групи». Незвичайний, насичений тембр Корінного сподобався продюсерові. Олександр ознайомився з тим матеріалом, який накопичився у групи за час її існування, і разом з Юрієм Шевченко вони вирішили, що такі пісні не повинні пропадати. У підсумку Олександр Корінний став новим вокалістом «Монте Крісто». Колишні учасники колективу підтримали цю ідею, а Юрій Лемчук почав працювати над новими піснями для групи та став її директором. А вже за декілька місяців після оновлення вокального фронту колективу, у гурт підтягнулись професійні музиканти та однодумці Слава Шевченко (гітара) та Георгій Луданов (ударні). У 2016 до складу групи повернувся Ярослав Смілянець (клавішні та аранжування).
Музиканти дали декілька концертів на великих майданчиках Києва, а також — низку благодійних концертів по Україні. Вже зараз в мережі для прослуховування доступні такі топ-композиції, як «Ти тільки живи», «Україна», «Ти не моя», «Пусть так и будет», «Война», «Будемо разом» та інші. 
Навесні 2016 року «Монте Крісто» відправляються у тур містами України, серед яких — Умань, Рівне, Львів, Івано-Франківськ, Київ, Луцьк, Хмельницький.  

## Склад
- Олександр Корінний — фронтмен, вокал, гітара
- Вячеслав Шевченко — гітара, беквокал
- Георгій Луданов — ударні
- Ярослав Смілянець — клавіші, аранжування

Колишні учасники гурту Монте Крісто:
- Юрій Лемчук — засновник гурту, вокал, автор пісень
- DJ Maximus — ударні

## Творчість

### Пісні
- «Ангелы»
- «Україна»
- «Война»
- «Будемо разом»
- «Історія»
- «Пусть так и будет»
- «Ти тільки живи»
- «Львів (На вулицях Львова)»
- «Чом ти зірко не виходила»
- «Ти не моя і моя»
- «Дай мені сил»
- «Я Побєда і Берлін» (присвята загиблому музиканту Кузьмі Скрябіну, що є автором книги «Я, "Побєда" і Берлін»)
- «Горят мосты»
- «Если бы не ты»
- «Моє нестримне бажання»
- «Згадую»
- «Найкраща з усіх»
- «Не моя»
- «Ти намалюєш на склі весну»
- «Снега»

### Відео
- (2009) «Україна»
- (2014) «Будемо Разом» [Архівовано 12 жовтня 2016 у Wayback Machine.]
- (2015) «Если бы не ты»